# Corps des volontaires ukrainiens du Secteur droit
 (septembre 2024).
La mise en forme du texte ne suit pas les recommandations de Wikipédia : il faut le « wikifier ».
Les points d'amélioration suivants sont les cas les plus fréquents. Le détail des points à revoir est peut-être précisé sur la page de discussion.
- Les titres sont pré-formatés par le logiciel. Ils ne sont ni en capitales, ni en gras.
- Le texte ne doit pas être écrit en capitales (les noms de famille non plus), ni en gras, ni en italique, ni en « petit »…
- Le gras n'est utilisé que pour surligner le titre de l'article dans l'introduction, une seule fois.
- L'italique est rarement utilisé : mots en langue étrangère, titres d'œuvres, noms de bateaux, etc.
- Les citations ne sont pas en italique mais en corps de texte normal. Elles sont entourées par des guillemets français : « et ».
- Les listes à puces sont à éviter, des paragraphes rédigés étant largement préférés. Les tableaux sont à réserver à la présentation de données structurées (résultats, etc.).
- Les appels de note de bas de page (petits chiffres en exposant, introduits par l'outil «  Source ») sont à placer entre la fin de phrase et le point final[comme ça].
- Les liens internes (vers d'autres articles de Wikipédia) sont à choisir avec parcimonie. Créez des liens vers des articles approfondissant le sujet. Les termes génériques sans rapport avec le sujet sont à éviter, ainsi que les répétitions de liens vers un même terme.
- Les liens externes sont à placer uniquement dans une section « Liens externes », à la fin de l'article. Ces liens sont à choisir avec parcimonie suivant les règles définies. Si un lien sert de source à l'article, son insertion dans le texte est à faire par les notes de bas de page.
- La présentation des références doit suivre les conventions bibliographiques. Il est recommandé d'utiliser les modèles {{Ouvrage}}, {{Chapitre}}, {{Article}}, {{Lien web}} et/ou {{Bibliographie}}. Le mode d'édition visuel peut mettre en forme automatiquement les références.
- Insérer une infobox (cadre d'informations à droite) n'est pas obligatoire pour parachever la mise en page.

Pour une aide détaillée, merci de consulter Aide:Wikification.
Si vous pensez que ces points ont été résolus, vous pouvez retirer ce bandeau et améliorer la mise en forme d'un autre article.
 (novembre 2024).
Le Corps des volontaires ukrainiens du Secteur droit ( ukrainien : Добровольчий український корпус «Пра́вий се́ктор», ДУК ПС Добровольчий) ou simplement le Corps des volontaires ukrainiens (ukrainien : Добровольчий український корпус, ДУК), abrégé DUK, est la branche paramilitaire du parti nationaliste ukrainien d'extrême droite Secteur droit. Le Corps des volontaires ukrainiens est fondé le 17 juillet 2014, comme un des « bataillons de volontaires », créé en réponse à la montée du séparatisme prorusse et à l'intervention russe dans la guerre du Donbass. 
Ils se définissent officiellement comme une « formation volontaire de citoyens ukrainiens, d'Ukrainiens de l'étranger et de non-Ukrainiens - citoyens d'autres pays qui partagent l'idéologie du nationalisme ukrainien et expriment le désir de participer à la lutte armée du peuple ukrainien contre les ennemis extérieurs et intérieurs. »  Le Corps des volontaires ukrainiens est principalement composé de membres du Secteur droit, mais accepte également des volontaires sans affiliation à aucun parti, ainsi que des étrangers. Le DUK a été fondé par Dmytro Iaroch — nom de guerre « Iastroub » (« Faucon ») — qui est également le chef d'une milice irrégulière que le Secteur droit a formée pendant l'Euromaïdan, qui patrouillait dans les rues après la chute du gouvernement Ianoukovitch. En 2015, après sa démission, Yarosh annonce la création de l'Armée des volontaires ukrainiens, une nouvelle unité paramilitaire composée d'anciennes unités du DUK.
En juillet 2014, le DUK affirme disposer de 5 000 soldats. Le groupe est impliqué dans les combats pendant la guerre du Donbass et plus tard lors de l'invasion russe de l'Ukraine. La plupart des bataillons de volontaires ukrainiens sont plus tard intégrés par le gouvernement ukrainien dans les Forces terrestres ukrainiennes ou dans la garde nationale ukrainienne, mais le DUK est l'un des rares à rester autonome. Cela change avec l'invasion de 2022, lorsqu'ils sont officiellement absorbés dans les forces terrestres en tant qu'unité d'opérations spéciales,. En novembre 2022, le Corps des volontaires ukrainiens est réformé sous le nom de 67e brigade mécanisée « DUK » et s'entraîne au Royaume-Uni. En avril 2024, le 1er bataillon Da Vinci de la 67e brigade est dissous et ses membres transférés dans d'autres brigades des forces terrestres en raison d'un prétendu traitement préférentiel des membres du secteur droit, ce qui aurait entraîné des pertes répétées à Tchassiv Iar et l'échec de la réforme de l'ancienne structure du bataillon de volontaires en une structure militaire officielle,.

## Histoire

### Fondation
Le Corps des volontaires ukrainiens trouve son origine dans les milices d'autodéfense créées par le Secteur droit formé pendant l'Euromaïdan et la Révolution de la Dignité. Après la chute du gouvernement Ianoukovitch, la police abandonne largement les rues de Kiev et des groupes de jeunes hommes, dont des membres de Secteur droit, patrouillent armés, principalement de battes de baseball et parfois de fusils. Les armes des volontaires du Secteur droit sont volées à la Militsiya à la fin du Maïdan. 
Le 12 avril, les troubles pro-russes s'intensifient lorsque des militants armés prorusses prennent le contrôle de la ville de Sloviansk. Le gouvernement ukrainien répond par une offensive contre les séparatistes, marquant le premier engagement militaire majeur de la guerre dans le Donbass (2014-2022). Le 20 avril, Dimitro Yarosh dirige un groupe de membres armés du Secteur droit envoyé secrètement par le président ukrainien par intérim Oleksandr Tourtchynov pour détruire le transformateur de la station de télévision de Sloviansk sur le mont Karachun. Alors que leur convoi de quatre voitures tente de franchir un poste de contrôle contrôlé par les insurgés, une fusillade éclate, entraînant les premières victimes au combat du conflit,. Le gouvernement ukrainien nie que l'attaque ait été menée par le Secteur droit jusqu'à deux ans plus tard, lorsque Yarosh admet que c'était vrai. Il y a encore un débat sur le camp sur qui a tiré en premier,.
Après le déclenchement de la guerre dans le Donbass en avril 2014. Les Forces armées ukrainiennes régulières subissent un certain nombre de défaites et de revers face aux séparatistes, car elles sont mal préparées, mal équipées, manquent de professionnalisme, de moral et d'esprit combatif, et leur haut commandement est incompétent. La réaction à ces échecs ammène à la création de divers « bataillons de volontaires », milices et groupes paramilitaires formés de civils volontaires pour combattre les séparatistes, de leur propre initiative. De nombreux volontaires du Secteur droit formèrent initialement le bataillon de volontaires « Dnipro-2 » — en référence à Dnipro-1 — cependant, le ministère de l'Intérieur refuse d'enregistrer ce nom comme nom de groupe.
Le 15 juillet 2014, Yarosh annonce la création du Corps des volontaires ukrainiens en tant que bataillon de volontaires du Secteur droit. Contrairement à d'autres formations d'extrême droite, telles que le bataillon Azov et le bataillon Sich, ou le « Dnipro-1 » qui a donné son nom au « Dnipro-2 », le Corps des volontaires n'est pas destiné à être subordonné au ministère de l'Intérieur en tant que « Police de patrouilles spéciales », mais fonctionne de manière indépendante. Cela provoque une méfiance envers le ministère après que l'activiste du Secteur droit, Aleksandr Muzychko, a été abattu par la Militsiya. Le 17 juillet, les premiers ordres sont donnés et le statut officiel est publié, celui-ci est considéré comme la date officielle de la formation du Corps.

### Historique des combats

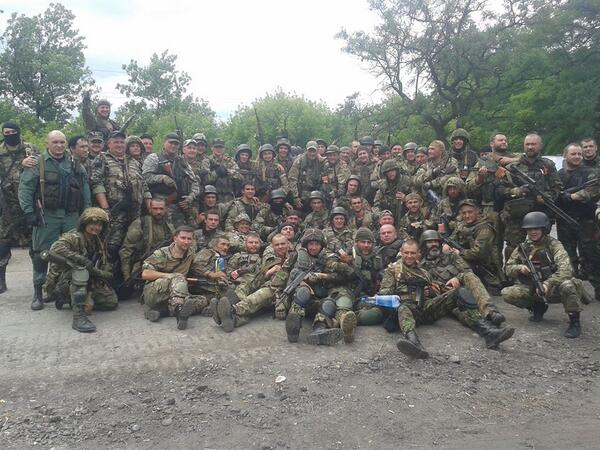
Les volontaires du Secteur droit en 2014

#### Guerre du Donbass
Le Corps des volontaires ukrainiens est envoyé au front dans l'oblast de Donetsk, où ils entament leur baptême du feu lors de la bataille du raion de Shakhtarsk lorsqu'ils prennent la ville d'Avdiivka aux forces séparatistes russes dans le Donbass avec la 93e brigade mécanisée. Plus tard, le 1er août, le Corps des volontaires et la 51e Brigade mécanisée reprennent la ville de Krasnohorivka. 
Le 12 août, ils perdent douze combattants lorsqu'ils sont pris en embuscade à l'extérieur de Donetsk en direction du district de Petrovsky. Seuls deux soldats présents dans le bus réussissent à s'échapper. Yarosh, le chef du groupe jure que son groupe vengerait les morts.
Cinq jours plus tard, Secteur droit accuse le ministère de l’Intérieur d’abriter des forces contre-révolutionnaires cherchant à détruire le mouvement des volontaires ukrainiens. Il déclare que les partisans du vice-ministre de l'Intérieur Vladimir Yevdokimov parmi la police ont fouillé ou détenu illégalement des dizaines de volontaires du Corps des volontaires ukrainiens et confisqué les armes qu'ils avaient prises au combat. Le Secteur droit exige également que le président ukrainien Petro Porochenko « nettoie » le ministère des membres déloyaux, sous la menace de se retirer de la zone de combat et de marcher sur Kiev. Le ministre de l'Intérieur, Arsen Avakov, réplique en affirmant que les volontaires du Secteur droit ne sont même pas en première ligne. Cependant, le 17 août, Yarosh fait marche arrière et déclare que ses demandes de déclaration avaient été partiellement satisfaites et que ses volontaires continueraient à combattre les séparatistes. 
Vers la fin du mois de septembre, le Corps des volontaires ukrainiens commence à déployer ses troupes à l'ouest de la ville de Donetsk, autour de la zone du village de Pisky et de l'aéroport international de Donetsk, prenant part à la deuxième bataille de l'aéroport de Donetsk. Aux côtés des forces armées ukrainiennes, le Corps des volontaires résiste et conserve le contrôle de l'aéroport après diverses attaques des séparatistes russes et des forces armées russes pendant près de deux mois jusqu'à leur retrait le 12 novembre,  tandis que le reste des forces ukrainiennes se retire début janvier. En raison de leur défense acharnée, ces troupes qui ont combattu à l'aéroport de Donetsk sont surnommées « Cyborgs » ( ukrainien : кіборг), un surnom donné par les séparatistes de la RPD,.  
En décembre, le Corps rejoint les bataillons volontaires du 40e bataillon de défense territoriale « Kryvbas », du Dnipro-1 et du bataillon Donbass afin d'effectuer des inspections sur le trafic de marchandises à destination de la Zone d'opération anti-terroriste pour empêcher le trafic d'armes des sympathisants prorusses vers les forces séparatistes par le biais de convois humanitaires.

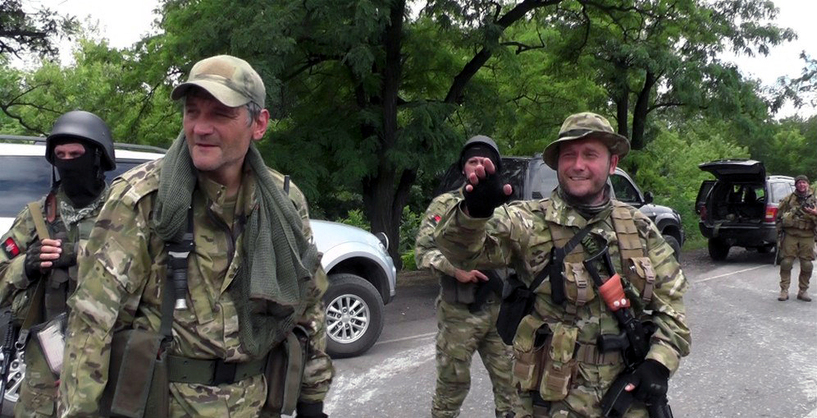
Combattants du Corps des volontaires ukrainiens, octobre 2014.

En février 2015, le bataillon Azov lance une opération militaire pour repousser les forces séparatistes de la RPD loin de Marioupol. Celle-ci se transforme en bataille acharnée pour le contrôle du village de Shyrokyne. En mars, le Corps des volontaires commence à être déployé sur le front sud autour de la mer d'Azov jusqu'au poste de contrôle de Shyrokyne, couvrant les flancs défensifs du bataillon d'Azov et du Donbass. En juillet, la plupart des forces volontaires de Shyrokyne sont retirées du front et remplacées par les forces régulières des Forces armées ukrainiennes. 
Pendant le reste de la guerre dans le Donbass, le DUK patrouille autour de la ligne de contact dans la zone ATO. Selon Yarosh, en 2016, environ 300 volontaires restent sur la ligne de contact pour effectuer des tâches spécifiques, telles que des opérations de reconnaissance et de lutte contre les tireurs d'élite.

#### Affrontement avec les services spéciaux de sécurité ukrainiens en 2015

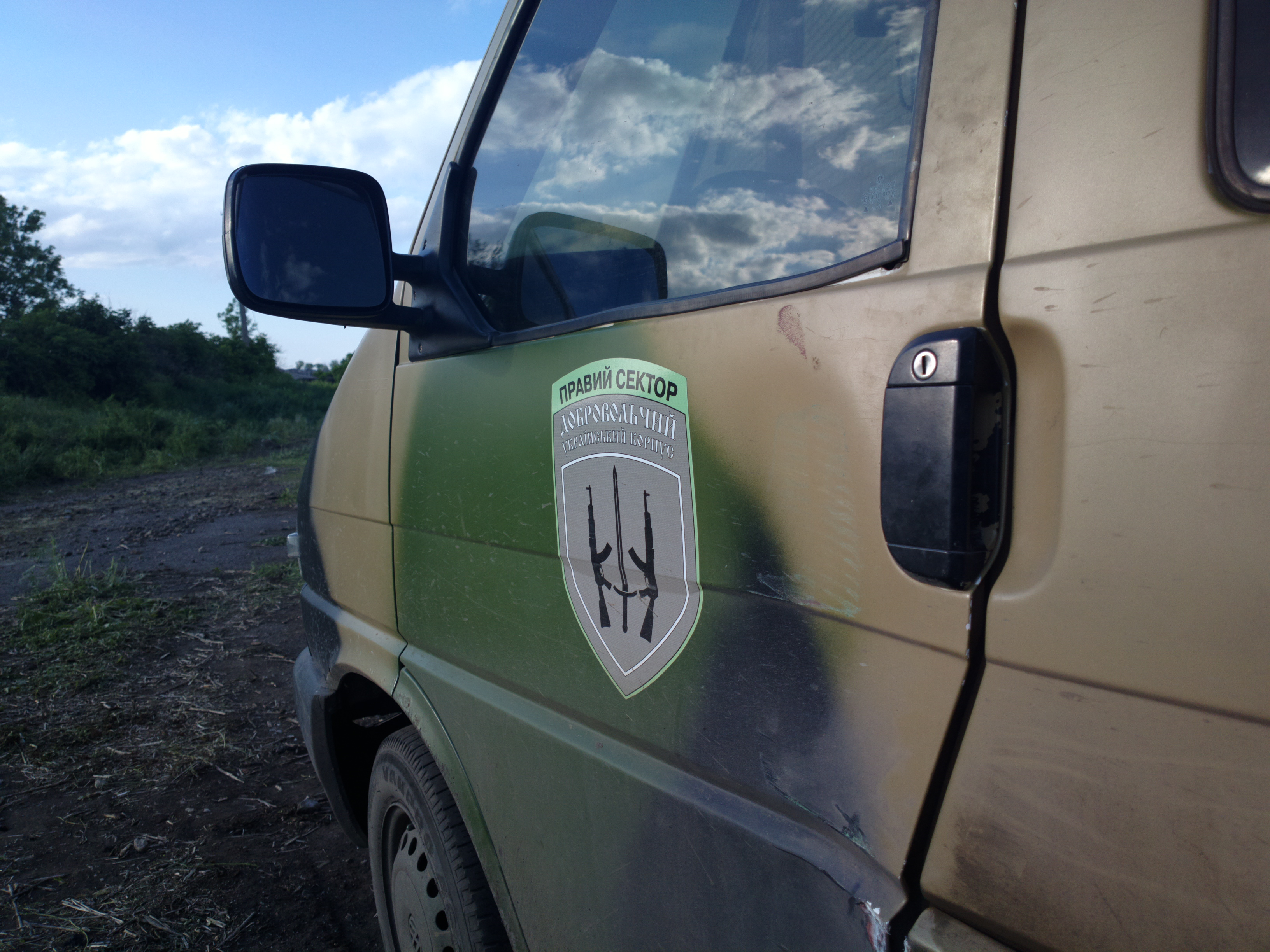
Véhicule avec l'insigne DUK, 2015.

Le 10 juillet 2015, les forces gouvernementales ukrainiennes affrontent les forces du Secteur droit dans la ville de Moukatcheve, située dans l'ouest de l'Ukraine. Deux personnes sont tuées. Selon le chef de la faction parlementaire du président ukrainien Petro Porochenko, Youri Loutsenko, ces événements « résultent d'un conflit d'intérêts entre des groupes armés illégaux et une mafia coopérant ouvertement avec les forces de l'ordre. »  Certains dirigeants locaux indiquent que le conflit a éclaté lorsque les forces du Secteur droit ont tenté de mettre un terme au trafic lucratif de cigarettes illégales vers l'Europe occidentale, dans lequel les forces de l'ordre locales ont été complices. Les conséquences immédiates de ces événements sont le limogeage de la direction du service local des douanes du district de Transcarpatie. Le député ukrainien Mykhailo Lanyo, dénoncé comme faisant partie d'un réseau de contrebande, aurait fui l'Ukraine. Le chef du Secteur droit, Yarosh appelle au calme et nie que les troupes du Secteur droit se retirent de l'est de l'Ukraine,,,.

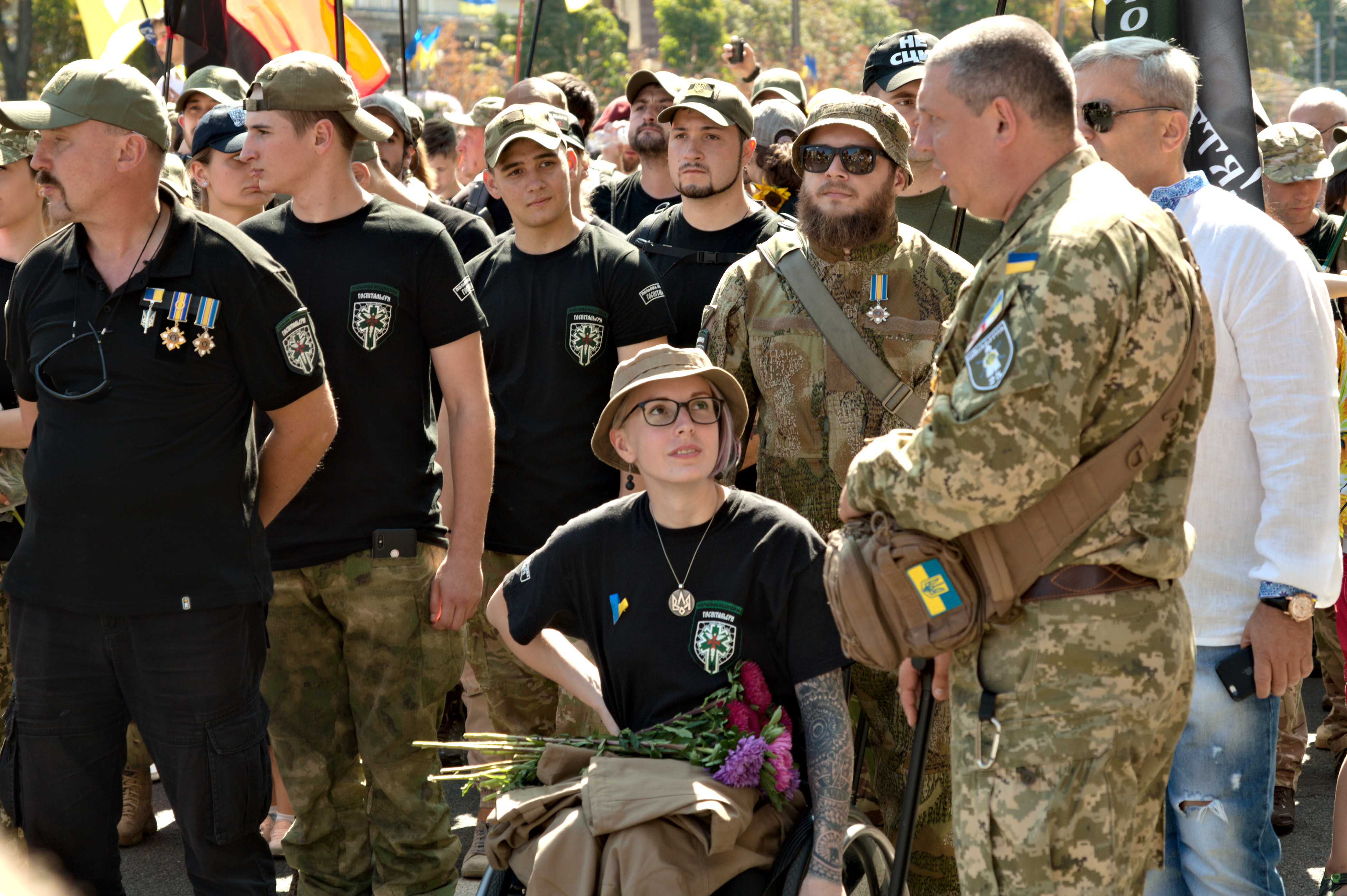
Des vétérans du bataillon médical hospitalier de la DUK lors d'un défilé militaire, 2019.

#### Blocus de la frontière avec la Crimée
Le 20 septembre 2015, le Secteur droit et le Mejlis du peuple tatar de Crimée lancent une opération massive d'obstruction de la circulation dans la Crimée sous contrôle russe. Des manifestants bloquent la circulation des camions, des voies ferrées, de l'électricité et de l'eau en direction de la Crimée. Bien que certaines voitures particulières aient été autorisées à circuler,.

#### Invasion russe de l'Ukraine en 2022
Au début de l'invasion russe de l'Ukraine en 2022, le Secteur droit est de nouveau mobilisé pour combattre les forces d'invasion russes. Le Corps des volontaires ukrainiens combat lors du siège de Tchernihiv, où ils se battent pour le contrôle de 10 villages autour du raion de Nizhyn, aident à défendre la capitale Kiev pendant l'offensive de Kiev, et auraient combattu lors du siège de Marioupol. Le 2e bataillon prend part au combat dans le secteur d'Izioum et de Kiev.  
Le Corps des volontaires ukrainiens lance le processus d'intégration dans la chaîne de commandement officielle des forces armées ukrainiennes, afin de mieux se coordonner avec les forces militaires régulières et d'avoir accès à l'équipement, il est officiellement désigné comme le 7e Centre d'opérations spéciales « Corps des volontaires ukrainiens » ( ukrainien : Центр спеціальних операцій «Добровольчий український корпус»),. Sa mission principale est de harceler les Russes qui avancent. En juillet, le 4e groupe tactique combat dans la région de Soledar et le 2 août, son commandant Andriy Zhovanyk est tué au combat. 
En novembre 2022, le Corps des volontaires ukrainiens se réforme sous le nom de 67e brigade mécanisée « DUK » et s'entraîne au Royaume-Uni. Des vidéos font surface sur les réseaux sociaux affirmant que le 2e bataillon de la 67e brigade perfectionnait ses compétences antichars.

## Organisation

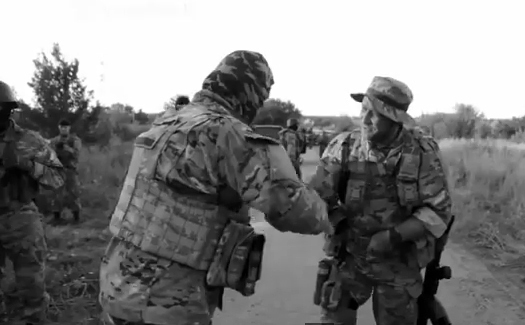
Dmytro Yarosh (à droite) rencontre le chef du bataillon du Donbass Semen Semenchenko (à gauche, avec une cagoule).

Le premier commandant du Corps des volontaires ukrainiens (et également son fondateur) est Dmytro Yarosh (« Yastrub ») qui est également le fondateur et le chef du Parti du Secteur droit. Il dirige le DUK jusqu'en novembre 2015, date à laquelle il démissionne de son poste de président du Secteur droit. Après cette démission, il annonce la création de l'Armée des volontaires ukrainiens ( ukrainien : Українська добровольча армія, УДА), un groupe paramilitaire distinct qui aurait des relations étroites avec le DUK. L'UDA est formée en utilisant comme base certains anciens bataillons du DUK.
Contrairement à de nombreux bataillons de volontaires ukrainiens et bataillons de défense territoriale, le Corps des volontaires ukrainiens du secteur droit ne fait partie ni du ministère de l'Intérieur ni du ministère de la Défense. Il fonctionne de manière indépendante, en tant que tel, le gouvernement ne fournit pas d'armes, seulement des munitions, et l'UVC doit s'appuyer sur du matériel saisi ou financé de manière indépendante. Elle coopère avec les autorités ukrainiennes, mais elle a déclaré dans le passé qu'elle refuserait certains ordres : elle a déclaré qu'elle respecterait le cessez-le-feu des accords de Minsk, mais se réserve le droit de ne pas se conformer aux ordres de cessez-le-feu et le droit de poursuivre les hostilités conformément à ses propres plans. De même, elle a refusé de retirer ses troupes lors de l’affrontement de Shyrokyne en 2015.
Avec l'invasion russe de l'Ukraine en 2022, les DUK sont absorbés et intégrés dans la chaîne de commandement des Forces terrestres ukrainiennes, officiellement désignées comme le Centre d'opérations spéciales « Corps des volontaires ukrainiens » ( ukrainien : Центр спеціальних операцій «Добровольчий український корпус»). Avec l’intégration à l’armée, ils peuvent avoir un meilleur accès au matériel et à l’équipement. Cependant, le DUK jouit toujours d'une autonomie significative au sein de la chaîne de commandement et conserve sa structure de commandement interne plus ancienne et plus souple, décrite par le journaliste Aris Roussinos comme suit : « Contrairement à l'armée régulière, le DUK a une atmosphère anarchique et démocratique dans laquelle les soldats discutent des ordres avec leurs commandants et se sentent libres d'ajouter leurs propres suggestions [...] La plupart ont rejoint le DUK pour avoir la chance de voir le combat le plus tôt possible, sans les réglementations mesquines de la vie dans l'armée régulière. » 
L’indépendance de l’unité a toujours été un point de discorde et a suscité des controverses. En 2015, il était prévu de l’intégrer pleinement aux forces terrestres ukrainiennes,.  Ils refusent de rejoindre les forces armées. En avril 2015, l'UVC reçoit l'ordre de se replier à l'arrière-garde. Les unités du Corps des volontaires ukrainiens se retirent vers l'arrière, dans leur base d'entraînement dans l'oblast de Dnipropetrovsk. La base était entourée de points de contrôle des 95e et 25e brigades d'assaut aérien. Des rumeurs circulaient selon lesquelles les unités du « Secteur droit » avaient reçu l'ordre de se désarmer parce qu'elles refusaient de se soumettre aux Forces armées ukrainiennes, ou avaient simplement été soumises à des intimidations afin de « maintenir l'ordre ». En décembre 2015, il est annoncé que les 5e et 8e bataillons ainsi que le bataillon médical du Corps des volontaires sont intégrés à l'armée. En 2016, le procureur militaire en chef de l'Ukraine, Anatolii Matios, déclare dans une interview à la radio que le Corps des volontaires ukrainiens du secteur droit est une formation armée illégale sur tous les fondements juridiques et conformément à la Constitution ukrainienne. Le procureur militaire se prononce contre le déploiement d'armes à l'arrière « sous des slogans de patriotisme » et note que si « nous commençons à fermer les yeux sur cela, alors le chaos viendra en Ukraine ». En même temps, il ajoute que de nombreux combattants morts du Secteur droit sont des héros qui ont défendu le pays. En 2014, la structure du Corps des volontaires ukrainiens est composée de centres de mobilisation, de formation et de renseignement, ainsi que de bataillons, divisés en bataillons de combat (participant directement aux hostilités) et de réserve. L'UVC dispose également d'un bataillon médical (le Bataillon Médical des Hospitaliers ) et d'une « Gendarmerie de Campagne ».
Depuis 2015, le Corps des volontaires ukrainiens autorise le recrutement d'étrangers. Il y avait deux bataillons composés exclusivement d'étrangers : le bataillon Cheikh Mansour, formé de Tchétchènes musulmans antirusses et le groupe tactique « Biélorussie », composé de Biélorusses anti-Loukachenko,. En 2021, les politologues Daniel Odin Shaw et Huseyn Aliyev décrivent l'UDA comme détenant une « forme générique d'ultranationalisme ukrainien », qui permet l'inclusion de minorités ethniques, notamment des Tatars et des Tchétchènes musulmans de Crimée, ainsi que des juifs ethniques, des Polonais, des Hongrois, des Grecs et des Roms. 

### Structure (2022)

#### Unité de combats
- 1re compagnie d'assaut "Loup de Da Vinci" (fait partie du 5e bataillon jusqu'en 2015)
- 5e bataillon - transféré à l'Armée des volontaires ukrainiens en 2016[58]
  -  2e compagnie d'appui-feu
  -  3e compagnie de fusiliers
- Groupe tactique Sapsan

#### Unités de réserves[59]
Un Sotnya est équivalent à une compagnie.
- 1er Sotnya - oblast de Transcarpatie
- 2e Sotnya - oblast de Lviv
- 3e Sotnya - oblast de Volhynie
- 4e Sotnya - oblast d'Ivano-Frankivsk
- 6e Sotnya - oblast de Ternopil
- 7e Sotnya - oblast de Khmelnytskyï
- 8e Sotnya - oblast de Kirovohrad
- 10e Sotnya - oblast de Rivne
- 11e Sotnya - oblast de Kiev
- 12e Sotnya - oblast de Kherson
- 13e Sotnya - ville de Kiev
- 14e Sotnya - oblast de Dnipropetrovsk
- 15e Sotnya - oblast de Kharkiv
- 16e Sotnya - oblast de Tchernivtsi
- 17e Sotnya - oblast de Poltava
- 18e Sotnya - oblast de Zaporijjia
- 19e Sotnya - oblast de Jytomir
- 20e Sotnya - oblast de Soumy
- 21e Sotnya - oblast de Tcherkassy
- 22e Sotnya - oblast de Tchernihiv
- 23e Sotnya - oblast de Mykolaïv
- 24e Sotnya - oblast de Vinnytsia
- 25e Sotnya - oblast d'Odessa
- Groupe de Crimée

Au cours de l'invasion russe de 2022, les Sotnya sont regroupés en six bataillons :
- 1er bataillon - devient le 1er bataillon mécanisé de la 67e brigade mécanisée
- 2e bataillon - devient le 2e bataillon de fusiliers de la 67e brigade mécanisée
- 3e bataillon - devient le 3e bataillon mécanisée de la 67e brigade
- 4e bataillon - devient le 1er bataillon de fusiliers de la 67e brigade.
- 5e bataillon - créé à partir des Sotnya opérant dans le sud. Devient le 2e bataillon de fusiliers de la 67e brigade.
- 6e bataillon - créé en incluant certaines unités participant à la défense de Kiev. Devient le 2e bataillon mécanisé de la 67e brigade.